# Canvi de context
En informàtica, un canvi de context és l'acció realitzada per un sistema operatiu quan guarda l'estat de la CPU i 
restableix un estat diferent amb la finalitat de deixar d'executar un procés o un fil d'execució i procedir a executar-ne un altre. El context és l'estat de la CPU en un moment donat, és a dir el contingut dels seus registres interns (per exemple el comptador de programa que conté l'adreça de la instrucció a executar) i les dades de sistema operatiu que siguin necessàries.
Els canvis de context es produeixen en dos escenaris:
- En sistemes operatius multitasca quan el planificador (scheduler) decideix suspendre l'execució d'un procés o un fil d'execució i procedir a executar-ne un altre.

- Quan la CPU rep una interrupció i, per tant, suspèn l'execució en curs per procedir a executar la rutina d'atenció a la interrupció (interrupt handler) que correspongui.